# Andreas Brunner (Politiker)

Andreas Brunner (1971)

Andreas Brunner, auch Andreas C. Brunner-Gyr (* 2. Mai 1923 in Obstalden GL; † 22. Januar 1988 in Zug) war ein Schweizer Politiker.
Andreas Brunner war der Sohn des Theologen Emil Brunner. Er besuchte Schulen in Zürich und studierte Jura in Bern und Zürich, wo er 1948 zum Dr. iur. promoviert wurde. Es schloss sich ein Studium der Wirtschaftswissenschaft in den USA an. Dort übernahm er 1950 bis 1955 die Reorganisation eines Papierbetriebs.
Durch die Heirat mit Elisabeth Gyr, der Tochter von Dr. Karl Heinrich Gyr trat er in das Familienunternehmen Landis & Gyr ein. 1956 wurde Brunner Finanzdirektor und Verwaltungsrat in Zug sowie Reorganisator der Unternehmensfinanzen. Von 1966 an wirkte Brunner in der neu geschaffenen Konzernleitung, 1972 bis 1984 war er deren Verwaltungsratspräsident.
Von 1959 bis 1974 war Brunner für die FDP im Zuger Kantonsrat, 1967 bis 1975 zusätzlich im Nationalrat, in welcher Funktion er an der Aktienrechtsreform mitwirkte. 1972 bis 1974 war er Mehrheitsaktionär des Luzerner Tagblatt. Als Politiker engagierte er sich besonders im Sozialversicherungsbereich, weshalb er 1975 die Wiederwahl in den Nationalrat verpasste. An seiner Stelle wurde der Regierungsrat der Sozialdemokratischen Partei, Thomas Fraefel, als Zuger Vertreter gewählt.